# Салтыково (Тверская область)
Салтыково — село в Кашинском городском округе Тверской области России. 

## География
Село находится на берегу реки Яхрома в 19 км на северо-запад от города Кашина.

## История

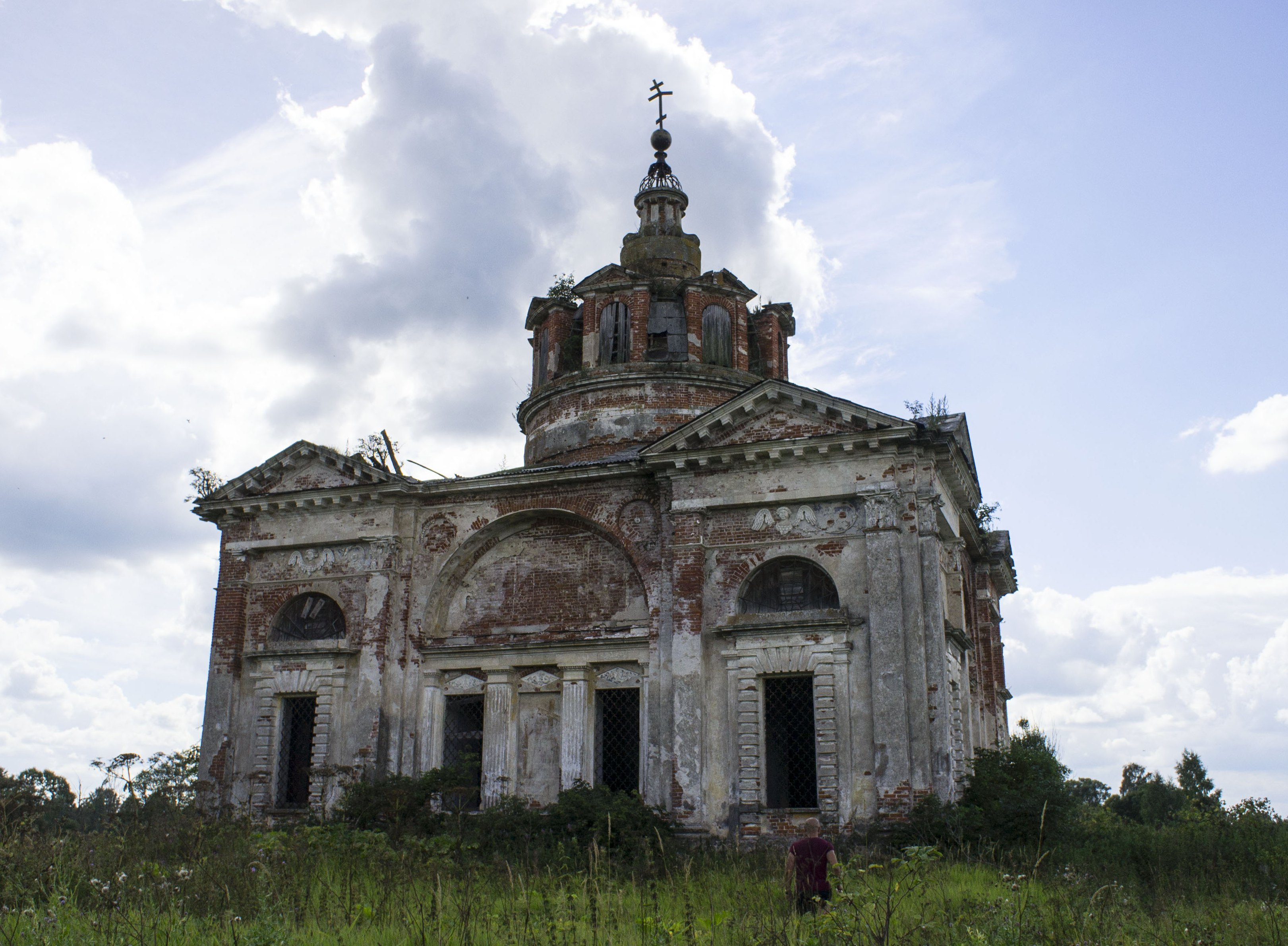
Церковь Рождества Пресвятой Богородицы. 2014 год

В 1806 году в селе была построена каменная Богородицерождественская церковь с 3 престолами, метрические книги с 1770 года. 
В конце XIX — начале XX века село входило в состав Ванчуговской волости Кашинского уезда Тверской губернии. 
С 1929 года село входило в состав Давыдовского сельсовета Кашинского района Кимрского округа Московской области, с 1935 года — в составе Калининской области, с 1994 года — в составе Давыдовского сельского округа, с 2005 года — в составе Давыдовского сельского поселения, с 2018 года — в составе Кашинского городского округа.

## Население
| 1859 | 1889 | 2002 | 2010 |
| ---- | ---- | ---- | ---- |
| 443  | ↗465 | ↘2   | ↘0   |

## Достопримечательности
В деревне расположена недействующая Церковь Рождества Пресвятой Богородицы (1806).

## Известные люди
В селе родился и похоронен (сохранилась надгробная плита) участник Отечественной войны 1812 года и заграничных походов русской армии 1813-14 годов генерал-майор Иван Николаевич Дурново́ (1782 - 1850). 